# Proustite
La proustite, nota anche come minerale rosso chiaroo blenda rubino (simbolo IMA: Prs), è un minerale relativamente raro del gruppo omonimo appartenente alla classe minerale dei "solfuri e solfosali". La sua composizione è Ag3[AsS3], quindi chimicamente è un arseniuro solforato d'argento appartenente ai solfosali.

## Etimologia e storia
La designazione rotvalid (rosso valido) o rotvaliderz (minerale rosso valido) (anche rotvalidertz, dopo Mathesius 1562, ma pure roth güldig ertz dopo Ercker 1580 e rothgüldenerz dopo Henckel 1754) era già nota tra i minatori dal XVI secolo ed era usata per designare minerali ricchi di argento con un colore rossastro e una forte lucentezza simile alla blenda. Dal 1754 si tramanda anche il nome rothgüldenerz usato dal mineralogista tedesco Johann Friedrich Henckel.
Sebbene Abraham Gottlob Werner distinguesse tra minerale d'oro rosso scuro e chiaro già nel 1789, fu solo nel 1804 che il chimico Joseph Proust fu in grado di chiarire attraverso le sue analisi chimiche che i minerali rossi validi di antimonio (scuro, Ag3SbS3) e arsenico (chiaro, Ag3AsS3) sono due minerali indipendenti.
Mentre al più comune minerale rosso scuro fu dato il nome di pirargirite (dal greco πῦρ [pûr] "fuoco" e ἄργυρος [argyros] per "argento") da Ernst Friedrich Glocker nel 1831, François Sulpice Beudant chiamò il minerale rosso chiaro in onore di Proust nel 1832 in onore del suo successo nel chiarire le connessioni tra i minerali d'oro rosso.

## Classificazione
La classica 9ª edizione della sistematica minerale di Strunz, valida dal 2001 e aggiornata dall'Associazione Mineralogica Internazionale (IMA) fino al 2009, classifica la proustite nella classe dei "solfuri e solfosali"e da l' nella sottoclasse "2.G Solfoarseniuri, solfoantomoniuri, solfobismuturi"; questa è ulteriormente suddivisa in base alla struttura cristallina e all'eventuale presenza di zolfo aggiuntivo, in modo che il minerale si trovi nella suddivisione "2.GA Neso-solfoarseniuri, ecc. senza S aggiuntivo" in base alla sua struttura e composizione, dove forma il gruppo senza nome 2.GA.05 insieme alla pirargirite.
Tale classificazione viene mantenuta anche nell'edizione successiva, proseguita dal database "mindat.org" e chiamata Classificazione Strunz-mindat.
Nella Sistematica dei lapis (Lapis-Systematik) di Stefan Weiß la proustite si trova nella classe dei "solfuri e solfosali (solfuri, seleniuri, tellururi, arsenuri, antimoniuri, bismutidi)" e nella sottoclasse dei "solfosali (S : As,Sb,Bi = x)"; qui è nella sezione dei "solfosali con argento predominante (x=6,0 - 1,6)" dove forma il sistema nº II/E.07 insieme a debattistiite, eckerite, manganoquadratite, pirargirite, pirostilpnite, quadratite, samsonite e xantoconite.
Anche la sistematica dei minerali secondo Dana, utilizzata principalmente nel mondo anglosassone, classifica la proustite nella classe dei "solfuri e solfosali" e lì nella sottoclasse dei "solfosali". La si trova insieme alla pirargirite nel "gruppo della proustite" con il sistema nº 03.04.01 all'interno della suddivisione "03.04 Solfosali con il rapporto 3 > z/y e la composizione (A+)i(A2+)j[ByCz], A = metalli, B = semimetalli, C = non metalli".

## Abito cristallino
La proustite cristallizza nel sistema trigonale nel gruppo spaziale R3c (gruppo nº 161) con i parametri del reticolo a = 10,82 Å e c = 8,69 Å così come 6 unità di formula per cella unitaria.
La struttura cristallina è costituita da una cella elementare romboedrica, i cui angoli e centro sono occupati da gruppi AsS3. Questi gruppi formano piramidi piatte con l'arsenico in cima, negli spazi vuoti si trovano gli atomi di argento, con ogni atomo di zolfo che ha due atomi di argento come vicini più prossimi.

## Proprietà
Il colore dei campioni di proustite fresca varia tra la scarlattina e il rosso vermiglio. Sotto l'influenza della luce, il minerale si scurisce nel tempo e diventa quasi nero. Allo stesso tempo, "ingrigisce" a causa di un sottile rivestimento argentato. Tuttavia, può essere distinto dalla pirargirite, molto simile e anch'essa scura, per la sua striatura vermiglio più chiara.
Davanti al cannello a soffiatura, fonde a 500 °C ed emana odore agliaceo. Solubile in HNO3 con separazione di zolfo; sul carbone volatilizzano zolfo e antimonio lasciando argento metallico.

## Origine e giacitura
La proustite si forma principalmente da soluzioni idrotermali ricche di arsenico in depositi di vene di cobalto-nichel e piombo-zinco. I minerali associati possono includere argento nativo, stephanite, rodocrosite, galena, pirite, argentite e pirargirite.
Essendo una formazione minerale piuttosto rara, la proustite può essere abbondante in varie località, ma nel complesso non è molto comune. Finora (a partire dal 2011), circa 660 siti sono considerati noti. Il giacimento d'argento di Chañarcillo nel nord del Cile, dove sono stati trovati cristalli lunghi fino a 10 cm, è meglio conosciuto per gli eccezionali ritrovamenti di proustite. Tuttavia, il cristallo più lungo conosciuto fino ad oggi, di oltre 12 cm, è stato trovato nel 1936 vicino a Schneeberg (Sassonia, Germania) e la "miniera di Poorman" vicino a Banner nella contea di Boise (Idaho, Stati Uniti) ha annunciato ritrovamenti di masse cristalline del peso di oltre 250 kg nel 1865.
In Italia si trova nella miniera Fenugu Sibiri, a Gonnosfanadiga, in provincia di Cagliari; nella miniera Correboi, a Villagrande Strisaili, in provincia di Nuoro.
Infine nella miniera di Baccu Arrodas, a Muravera, in provincia di Cagliari.
Altri siti sono sparsi in tutto il mondo.

## Forma in cui si presenta in natura
La proustite di solito sviluppa cristalli da traslucidi a opachi e spesso estesi con habitus prismatico, romboedrico o scalenoedrico da corto a lungo, nonché estremità piramidali piatte o appuntite. Inoltre, tuttavia, si trova sotto forma di aggregati minerali granulari o massicci, rivestimenti crostosi o dendriti. Le superfici cristalline visibili hanno una lucentezza simile a quella di un diamante.